# Juliana Madalena do Palatinado-Zweibrücken
Juliana Madalena do Palatinado-Zweibrücken (em alemão:  Juliane Magdalene von Pflaz-Zweibrücken; Heidelberga, 23 de abril de 1621 – Meisenheim, 25 de maio de 1672) foi uma princesa alemã do ramo Palatino da Casa de Wittelsbach.
Foi duquesa consorte de Zweibrücken-Landsberg e, a partir de 1661, duquesa consorte de Zweibrücken.

## Biografia
Juliana Madalena era a filha do duque João II do Palatinado-Zweibrücken (1584-1635) e da sua segunda esposa, Luísa Juliana do Palatinado (1594-1640). Seus avós maternos eram o Eleitor Palatino Frederico IV e Luísa Juliana de Orange-Nassau.
A 14 de novembro de 1645, Juliana Madalena casa, em Dusseldórfia, com o seu primo Frederico Luís duque do Palatinado-Zweibrücken-Landsberg, estado que se havia desagregado, em 1604, do Palatinado-Zweibrücken.
No entanto, em 1661, Frederico, Duque de Zweibrücken, irmão de Juliana Madalena, morre sem descendência, e é o seu marido, Frederico Luís, que lhe sucede, acabando por integrar o pequeno ducado Zweibrücken-Landsberg no ducado de Zweibrücken.

## Casamento e descendência
Do seu casamento com Frederico Luís, Juliana Madalena deu à luz treze filhos:
1. Carlos Frederico (Karl Friedrich) (1646-1646);
2. Guilherme Luís (Wilhelm Ludwig) (1648-1675), casou com a sua prima Carlota Frederica de Zweibrücken; tiveram dois filhos e uma filha que morreram na infância;
3. filha (1648-1649);
4. filho (1650-1650);
5. Gustavo João (Gustav Johann) (1651-1652);
6. filha (nascida e morta a 15 de abril de 1652);
7. Carlota Amália (Charlotte Amalie) (1653-1707), que casou com o conde João Filipe de Isemburgo-Offenbach;
8. Luísa Madalena (Louise Magdalena) (1654-1672);
9. Maria Sofia (Maria Sophie) (1655-1659);
10. Isabel Cristian (Elizabeth Christine) (1656-1707), casada em primeiras núpcias com o conde Emico XIV de Leiningen-Dagsburg e, em segundas núpcias; com Cristóvão Frederico, Burgrave e Conde de Dohna-Lauck;
11. Carlos Casimiro (Karl Kasimir) (1658 -1673);
12. Juliana Leonor (Juliana Eleanore) (1661-1662);
13. João (Johann) (1662-1665).

Juliana Madalena veio a falecer em 1672 e, nesse mesmo ano, o seu marido acabou por voltar a casar morganaticamente com Ana Maria Isabel Hepp, de quem teve descendência não dinástica.